# Собор Олександра Невського (Махачкала)

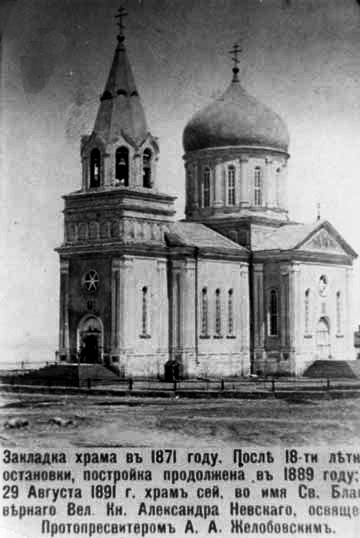
Храм Олександра Невського у Махачкалі, фото початку XX ст.

Олександро-Невський собор (собор в ім'я святого благовірного князя Олександра Невського)  — головний православний храм портового міста Петровська Дагестанського області, а потім Махачкали та всього Дагестану, що в 1891-1952 роках розташовувався на Соборній площі (нині площа Леніна) в центрі міста, на місці нинішнього будинку уряду Республіки Дагестан.  
Являв собою однопрестольну кам'яну будівлю, з одним куполом та дзвіницею. Вміщував в себе до 1000 осіб. Огорожа біля храму була зроблена зі старих стволів рушниць, відпущених військовим відомством. Після знесення церкви Св. Миколая у Махачкалі 1926 року, в соборі Александра Невского був влаштований престол в ім'я Св. Миколая, а також престол в ім'я Смоленської ікони Божої Матері. Храм розташовувався на піднесеному березі Каспійського моря, у підніжжя гори Анжи-Арка. Являв собою архітектурну домінанту міста і разом з Петровським маяком служив орієнтиром для суден, що пропливали повз місто. 

## Будівництво
Будівництво собору було розпочато 1871 року, але через відсутність коштів на його зведення, будівництво було призупинено на 18 років. 1888 року завдяки турботам Кавказького намісника Олександра Михайловича Дондукова-Корсакова спорудження храму було відновлено. Був створений комітет з добудови храму, який займався збором пожертвувань. Джерелами коштів на будівництво були гроші, зібрані настоятелем церкви, протоієреєм Василем Бекаревич, і церковні суми, відпущені деякими військовими частинами. 30 серпня 1891 храм був освячений протопресвітером військового та морського духовенства Олександром Олексійовичем Желобовським. 

## Знесення
Останнє богослужіння в храмі пройшло 10 вересня 1938. А в травні 1939 рік він був остаточно закритий. Всі церковні цінності були вилучені з храму 1939 року. Особливий історичний та художній інтерес представляли собою ікони «Зняття з хреста», «Моління про чашу», «Миколи Чудотворця». 
Під час німецько-радянської в соборі розміщувався склад ПММ. Після 1946 р. про передачу будівлі собору в своє відання просила махачкалинська міська музична школа, але їй у цьому було відмовлено. 1952 року почалася підготовка до знесення собору. Протягом перших 3 місяців 1953 собор був знищений, а місце де він розташовувався, забудовано комплексом будівель уряду ДАРСР.
Очевидці описують руйнування храму так: 
Майже цілий тиждень фахівці з золотоглавої зводили високий паркан навколо храму, потім закладали шурфи, мінуючи його зсередини. За годину-півтора до вибуху величезна ділянка по периметру собору була оточена всім особовим складом 1-го відділення міліції. Навіть дітей з довколишніх 12 і 13 шкіл було наказано вивести на вулицю. Вибух дійсно був такої потужності, що його чули за багато кілометрів від Махачкали, але, тим не менш, храм вистояв. Точніше, обрушилися лише куполи собору, стіни ж залишалися цілими та майже неушкодженими. Неначе знущаючись над своїми мучителями. На жодній з них навіть тріщинки не утворилося. Тоді підривники з Москви стали закладати заряд потужніше. Вже особливо не звертаючи уваги на конспірацію. Та поруч-то і не було нікого. Оточення-то залишалося на місці, а от зацікавлені з числа начальства, як сховалися після першого вибуху у бомбосховищі поблизу пожежкою, так більше і не висовувалися назовні, очікуючи остаточної розв'язки ситуації. Другий вибух був набагато потужніший за перший. Храм ніби зітхнув востаннє, трохи осів, але не розвалився. Решта купола, дзвіниця та інші будови, що впритул прилягають до нього, як би увійшли всередину, мовчки, підкреслюючи своє єднання, але стіни знову вистояли. Про силу перших двох вибухів достатньо сказати, що навколо собору, на досить значній відстані майже в усіх будинках вилетіло скло, обрушилася штукатурка, а стіни були всі в тріщинах. Був і третій вибух який також не дав очікуваних результатів. Після нього лише уламки будови розлетілися в різні боку, та чомусь раптом десь зсередини руїн, пролунав дзвін соборного дзвону. Але він був якимось глухим, незвичним, йшов начебто з самої землі та швидко затих. Так по спадній зазвичай зупиняється биття серця та настає смерть. Ось таку картину побачили очевидці після того, як через кілька хвилин хмари пилу осіли навколо. Від повторних вибухів начальство відмовилося, вирішивши розбирати храм вручну. <...... > Перед керівництвом республіки постало майже гамлетівське питання: хто буде розбирати руїни зруйнованого храму? <...... > Наприкінці 1952 року населення Махачкали становило трохи більше 100 тисяч жителів, з яких росіян налічувалося 50-60 тисяч. Так що одне очевидно - на цю частину населення розраховувати було марно. Іншу частину населення становили мусульмани. Причому, як суніти: дагестанці та чеченці, так і шиїти: перси та азербайджанці. Нечисленними були юдеї-євреї, вірмени, буддисти, тощо. Але треба було жити в той час або, принаймні, уважно слухати з юного віку розповіді бабусь та дідусів, щоб хоч приблизно зрозуміти, які це були люди. Нікому з них не прийшло б у голову ставитися незаслужено до людини лише тому, що він іншої нації чи віросповідання. Це було покоління, яке пережило голод та смерть тридцятих, що пройшло всі тяготи війни та розрухи. Вони звикли ділитися один з одним останнім шматком хліба, так само як і виручати у важку хвилину з біди. А хто це, земляк, сусід або просто перехожий, абсолютно не мало ніякого значення. Оскільки мислили вони інакше, ніж зараз, та й пріоритети були інші. Так чи могли вони вчинити харам (до речі, вперше, ще не знаючи його значення, я почув це слово від своєї бабусі, будучи п'ятирічною дитиною, саме в той момент, коли був підірваний собор)? Звичайно ж, ні. Та судячи з архівних документів, на городян уряд особливо і не розраховувало. У них на цей рахунок завжди був козир в рукаві. \<...... > Справа в тому, що це були покидьки злочинного світу, які перебували на самому низу його ієрархічної драбини— Зугумов З. Бандитська Махачкала. Махачкала, 2009. З.104-106,111